# Congreso del Estado de Guerrero
El Honorable Congreso del Estado Libre y Soberano de Guerrero es el órgano en el cual se deposita el Poder Legislativo y es el encargado de elaborar, modificar y reformar las leyes que se aplican en el estado. Está integrado por 46 diputados de los cuales 28 son de mayoría relativa y 18 son de representación proporcional. 
El Congreso de Guerrero es dirigido por una Comisión de Gobierno que está integrada por los coordinadores de las fracciones y grupos parlamentarios de cada Legislatura.

## Historia

### Congreso Constituyente
El 30 de enero de 1850 se instaló la Primera Legislatura Constituyente en la ciudad de Iguala, que había sido proclamara como capital provisional del nuevo Estado de Guerrero. El primer órgano constituyente estuvo integrado por once diputados, que más tarde rectificarían el cargo de Gobernador provisional a Juan Nepomuceno Álvarez Hurtado, el poder judicial del estado se conformaría un año con la integración del Tribunal Supremo de Justicia.

#### Diputados constituyentes
Los diputados integrantes del Congreso Constituyente de 1850 fueron los siguientes: 
Nicolás Bravo, Diego Álvarez, Juan José Calleja, José María Añorve de Salas, Félix María Leyva, Ignacio Castañón, Miguel Ibarra, Ignacio Cid del Prado, Eugenio Vargas, Tomás Gómez y José María Cervantes, mientras que como suplentes quedaron Manuel Gómez Daza, Antonio Cano, Carlos Bravo, Miguel Quiñones, Mariano Herrera, Agustín M. Patiño, Juan Bautista Solís, Isidro Román, Luis Guillemaud, José Sierra e Ignacio Zamora.
El 12 de enero de 1850 el Congreso estableció la división electoral del Estado en nueve distritos electorales.

### Consolidación
La Primera Constitución del Estado de Guerrero se publicó el 26 de junio de 1851. En 1862 se promulgó una segunda Constitución que establecía por primera vez el sistema de elección directa de los diputados locales.

## Legislaturas
| Legislatura | Periodo   |
| ----------- | --------- |
| LVI         | 1999-2002 |
| LVII        | 2002-2005 |
| LVIII       | 2005-2008 |
| LIX         | 2008-2012 |
| LX          | 2012-2015 |
| LXI         | 2015-2018 |
| LXII        | 2018-2021 |
| LXIII       | 2021-2024 |
| LXIV        | 2024-2027 |